# (32926) 1995 ME1
1995 ME1 (asteroide 32926) é um asteroide da cintura principal. Possui uma excentricidade de 0.19946710 e uma inclinação de 9.76746º.
Este asteroide foi descoberto no dia 22 de junho de 1995 por Spacewatch em Kitt Peak.